# Super Trouper
A Super Trouper az ABBA együttes hetedik stúdióalbuma. A lemez 1980. november 3-án jelent meg, a zenei felvételek 1980 februárjától októberig tartottak. A Super Trouper 1980-ban a legkelendőbb lemez lett az Egyesült Királyságban, és több európai országban is az eladási listák élére került. Rendkívül vegyes stílusvilágú album, talán nem véletlenül tartják a legjobb ABBA-lemeznek: a diszkóvonalat a Lay All Your Love on Me, a rockot az On And On And On, a balladát a The Winner Takes It All, a népzenei motívumot a The Way Old Friends Do, az egzotikumot latin-amerikai hangzásvilágával a The Piper képviseli. Az album címe tulajdonképpen egy spot fényforrást jelent, amit színpadok megvilágítására használják a mai napig, és a Strong Entertainment Lighting bejegyzett védjegye. A hanglemez borítóján szereplő fotó az Europa Film Studios egyik helyiségében készült Stockholmban. Két helyi cirkusz artistáit hívták meg rá, ők veszik körbe az ABBA-tagokat. Az új nagylemez alapvetően követi az akkori diszkóstílus trendjeit, akár a címadó dal, akár az On And On And On, akár a Lay All Your Love On Me. Ami a dalok szövegét illeti, az összes ABBA-szerzemény közül kilóg a The Piper, hiszen korábban nem foglalkoztak politikai-hatalmi kérdésekkel. A Happy New Year című dal egy tervezett musicalt foglalt volna keretbe, amely végül nem készült el, a történet maga a dalban is hallható: néhány ember egy szobában visszagondol arra, ami velük történt, és közben a jövőről elmélkednek. Ez az elképzelés látható a klipben is, amelyet pár nappal a nagylemez megjelenése után forgattak le a rendező, Lasse Hallström lakásában. A dalt Björn és Benny még januárban megírta Barbadoson és az idők folyamán olyan örökzöld ABBA-slágerré vált, amely megkerülhetetlen az újévi partikon.
Az együttest alkotó egyik házaspár, Björn és Agnetha 1979-es válása inspirálta a The Winner Takes It All című számot. A magyar kiadás 1981-ben jelent meg.

## Az album dalai
A oldal
1. Super Trouper – 4:13
2. The Winner Takes It All – 4:55
3. On and On and On – 3:41
4. Andante, Andante – 4:38
5. Me And I – 3:51

B oldal
1. Happy New Year – 4:37
2. Our Last Summer – 4:58
3. The Piper – 4:40
4. Lay All Your Love on Me – 4:33
5. The Way Old Friends Do – 2:53

Bónusz számok a remaszterelt kiadáson
1. Elaine
2. Put On Your White Sombrero

## Videóklipek erről az albumról
1. Super Trouper
2. The Winner Takes It All
3. On And On And On
4. Happy New Year

## Slágerlisták
| Slágerlista (1980/81)                  | Legmagasabb helyezés |
| -------------------------------------- | -------------------- |
| Australian Kent Music Report           | 5                    |
| Austrian Albums Chart                  | 3                    |
| Canadian RPM Albums Chart              | 6                    |
| Dutch Mega Albums Chart                | 1                    |
| French SNEP Albums Chart               | 4                    |
| Italian Albums Chart                   | 10                   |
| Japanese Oricon LP Chart               | 8                    |
| New Zealand Albums Chart               | 5                    |
| Norwegian VG-lista Albums Chart        | 1                    |
| Swedish Albums Chart                   | 1                    |
| UK Albums Chart                        | 1                    |
| U.S. Billboard 200                     | 17                   |
| West German Media Control Albums Chart | 1                    |

| Slágerlista (1980)  | Helyezések |
| ------------------- | ---------- |
| Dutch Albums Chart  | 5          |
| French Albums Chart | 40         |
| UK Albums Chart     | 1          |

| Chart (1981)             | Position |
| ------------------------ | -------- |
| Australian Albums Chart  | 43       |
| Austrian Albums Chart    | 4        |
| Canadian Albums Chart    | 30       |
| Dutch Albums Chart       | 29       |
| Italian Albums Chart     | 37       |
| Japanese Albums Chart    | 41       |
| US Billboard Pop Albums  | 33       |
| West German Albums Chart | 2        |

| Slágerlista (1980s)   | Helyezés |
| --------------------- | -------- |
| Austrian Albums Chart | 45       |